# 安德鲁·霍尔尼斯
安德鲁·迈克尔·霍尔尼斯（英語：Andrew Michael Holness；1972年7月21日—），是一名牙买加工党政治家，他从2011年10月23日开始担任总理。作为第九任总理，他是牙买加历史上最年轻的总理。2007年到2011年担任教育部长。2016年当选新一届总理。